# Meteor

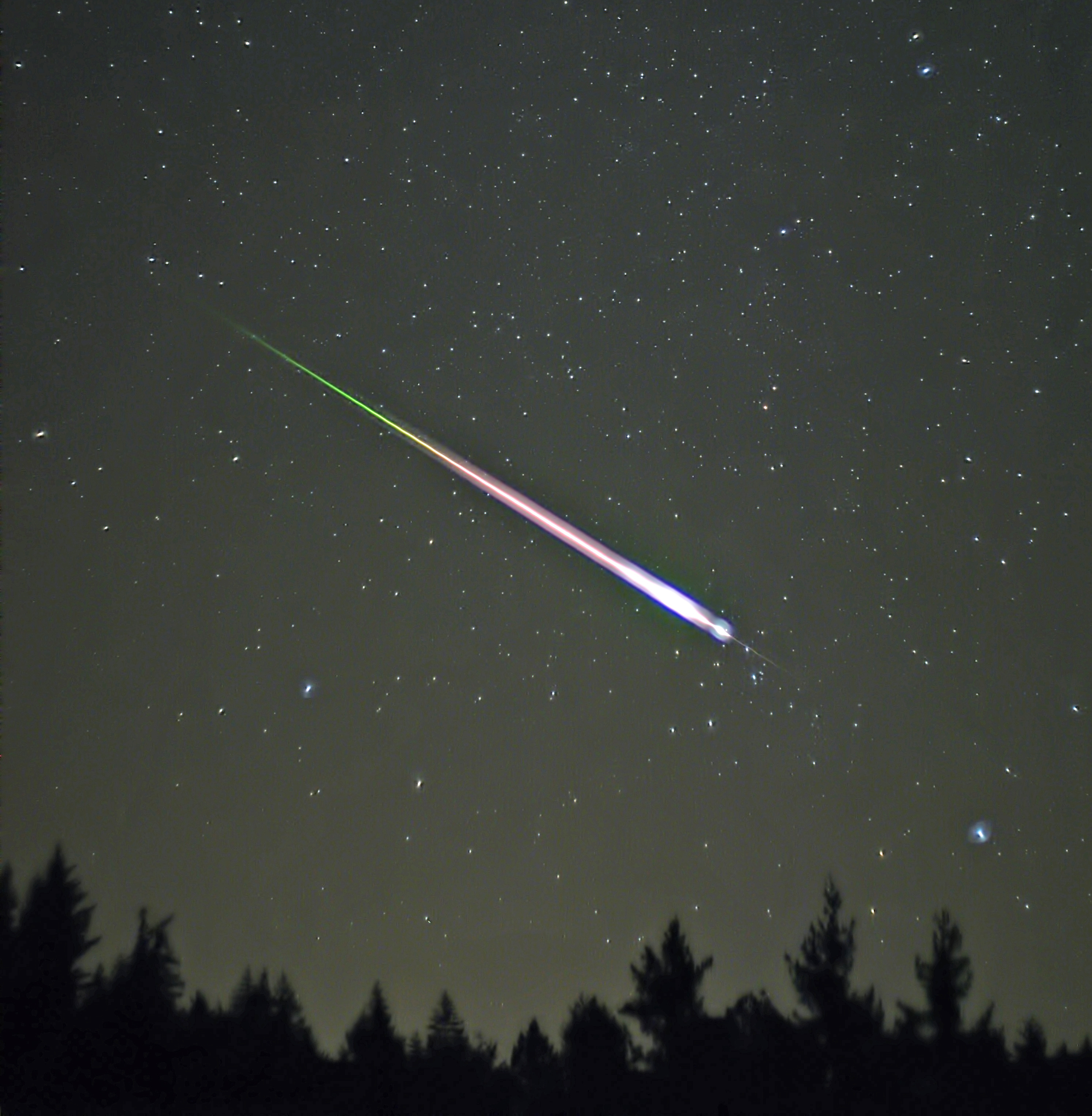
Letící meteor pozorován ze Země

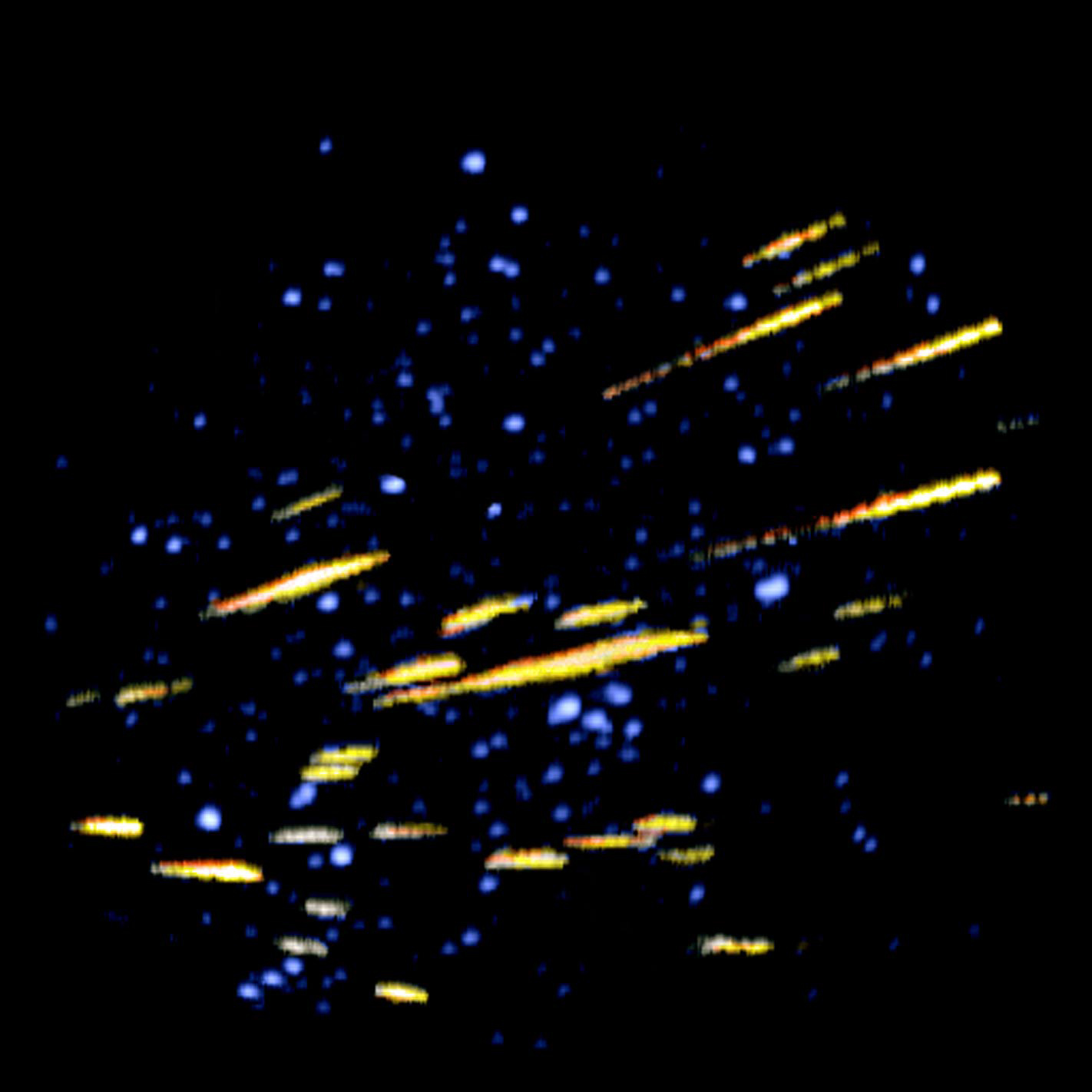
Proud meteorů v průběhu několika minut (Foto: NASA)

Meteor (řec. meteóra (z met-, uprostřed a aforos, vznášející se, zavěšený), co se odehrává ve vzduchu, nad zemí; ve starší češtině také povětroň nebo létavice) je světelný jev, který nastane při průletu drobného kosmického tělíska (meteoroidu) zemskou atmosférou. Lidově se nazývá padající hvězda a bývá s ní spojena pověra, že kdo vidí padat hvězdu a něco si přitom přeje, přání se mu vyplní.
Velmi jasný meteor se nazývá bolid. Zbytky hmotnějších meteoroidů, které dopadly na Zemi, se nazývají meteority. Pokud těleso atmosféru Země opět opustí a vrátí se do kosmického prostoru, jedná se o tečný bolid.
Meteor se na noční obloze projevuje jako rychlý přelet svítícího objektu, který je tvořen vlastním tělesem (meteoroidem) a světelným efektem (meteorem). Jasnější meteor za sebou zanechává světelnou stopu, která rychle mizí. Průměrně jasný meteor má jasnost přibližně 0 až 3 magnitudy. Meteory zpravidla vznikají ve výšce 80 až 110 kilometrů nad povrchem Země a prolétají rychlostí mezi 10 až 70 kilometry za sekundu.

## Vznik meteorů
Meteor je světelný efekt, vzniklý excitací a ionizací molekul atmosféry při průletu meteoroidu atmosférou. Meteorické tělísko má zpravidla průměr od jednoho milimetru do jednoho centimetru, pokud se jeho velikost blíží k deseti centimetrům, je meteor jasnější než Venuše a nazýváme ho bolid. Ještě větší tělesa explodují a už se nejedná o meteor. Nejmenší meteory jsou vidět pouze teleskopem, a proto se nazývají teleskopické meteory.

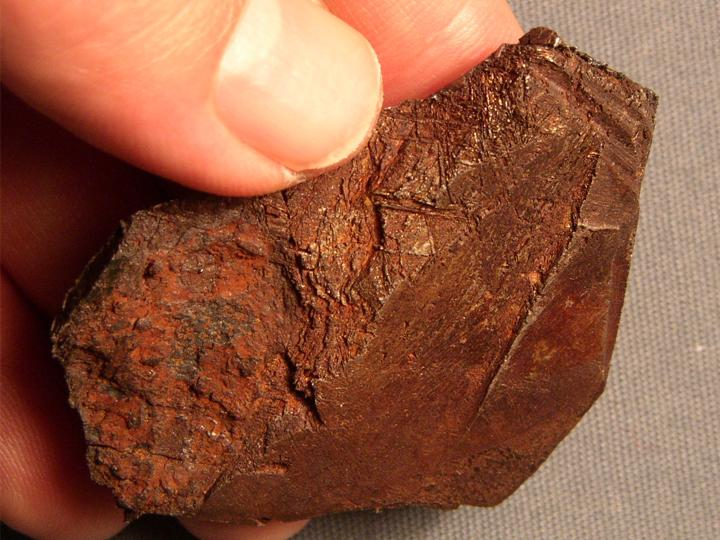
Železný meteorit (siderit) (Kaposfüred, Maďarsko)

Kompaktnější meteoroidy kamenné nebo železné vznikají ze srážek planetek, a pokud jsou větší, mohou jejich zbytky dopadnout na Zemi jako meteority. Velké meteority vytvářejí na Zemi impaktní krátery a v minulosti významně ovlivnily vývoj Země.
Většina meteorů (resp. tělísek je tvořících) je kometárního původu, z velice křehkého materiálu. Jejich průměrná hustota je menší než hustota vody. Komety při oběhu kolem Slunce uvolňují ze svého povrchu molekuly plynů a částečky prachu o velikosti mikrometrů až několika centimetrů. Tyto částečky pokračují kolem Slunce po drahách velice podobných dráze komety. Postupem času, vlivem gravitačního působení planet a blízkých těles, se dráhy těchto částeček více liší od původní dráhy komety a částečky se od ní rychle vzdalují. Vytvoří tzv. meteorický proud, přičemž jeho tloušťka se mění od tenkého vlákna až po široký roztažený proud bez jasného ohraničení. Meteoroidy si ještě dlouhou dobu (stovky až desetitisíce let) uchovávají velice podobné dráhy s původní dráhou komety. Tvar tohoto útvaru se podobá toroidu, který se pod vlivem gravitace stále více zkrucuje, až se časem rozplyne.

## Meteorické roje

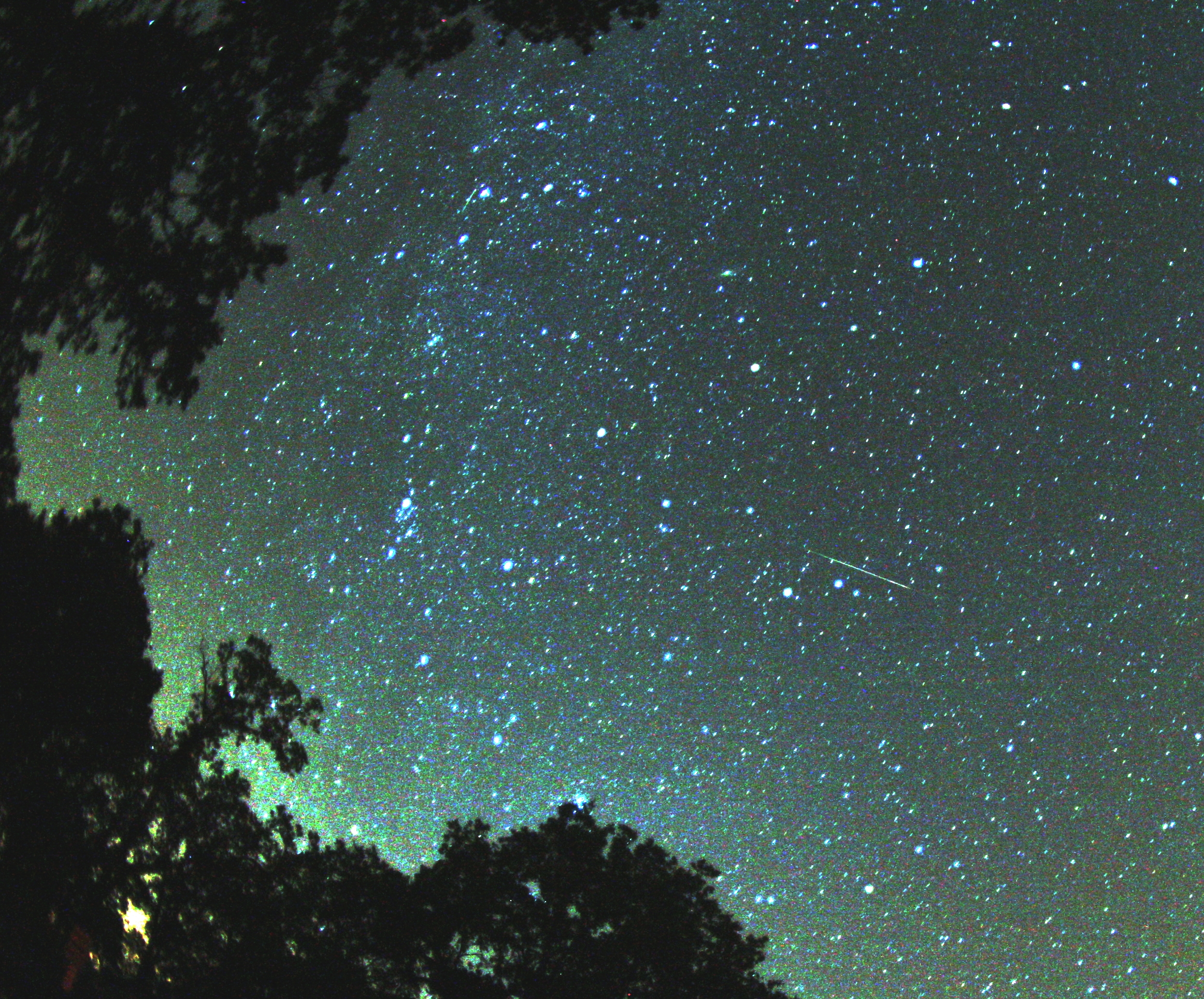
Meteor (možná dva) a Mléčná dráha

Když meteorický proud protíná dráhu Země, prolétávají meteoroidy tohoto proudu atmosférou. Jelikož jsou dráhy meteoroidů jednoho proudu velice podobné, prolétají atmosférou prakticky rovnoběžně. Vlivem perspektivy tak vzniká dojem, že meteory vylétají z jednoho místa na obloze. Tomuto bodu se říká radiant. Meteorům vylétávajícím ze stejného radiantu (majícím stejné dráhy v prostoru) se říká meteorický roj.
Kometa, ze které pocházejí meteoroidy proudu, se nazývá mateřská kometa. Některé meteorické roje jsou velice aktivní, v okamžiku průletu Země nejhustšími částmi proudu je možné vidět i několik desítek meteorů za hodinu. Postupem času, jak mateřská kometa přestává dodávat hmotu do meteorického proudu a jak se proud v prostoru rozšiřuje, klesá počet meteorů za hodinu. Naopak stoupá doba činnosti roje. Mladé roje trvají někdy jen několik hodin (meteorické deště jen několik minut), meteory starého roje je možno pozorovat několik týdnů. Po jistém čase můžeme spatřit jenom jednotlivé meteory za noc, nakonec se roj stává nepozorovatelným v důsledku malého počtu meteorů.

## Sporadické meteory
Meteory, které nepatří žádnému roji, se nazývají sporadické meteory. Mohou to být např. úlomky po srážkách nebeských těles nebo mnohem častěji sporadické meteory z velice slabých a starých meteorických rojů, z kterých pozorujeme třeba jen několik meteorů za několik nocí. Při takto nízké frekvenci je nedokážeme rozeznat jako roj, protože jak klesá frekvence, tak se zvětšují rozdíly mezi drahami a jednotlivé roje se začínají prolínat, až zmizí ve sporadickém pozadí.